# Vuelo 3379 de Flagship Airlines
El vuelo 3379 de Flagship Airlines fue un vuelo regular de American Eagle desde el aeropuerto internacional de Piedmont Triad al aeropuerto de Raleigh-Durham durante el cual el British Aerospace Jetstream que lo operaba se estrelló durante una aproximación frustrada al aeropuerto de Raleigh-Durham durante la tarde del martes 13 de diciembre de 1994. Los dos pilotos y trece de los pasajeros a bordo fallecieron en la colisión, cinco pasajeros lograron sobrevivir al impacto.
La ruta de vuelo desde Greensboro a Raleigh comprende 70 millas náuticas (129,6 km). Los testigos en la escena del accidente afirmaron que la climatología se componía de niebla y precipitaciones de aguanieve. El aeropuerto reportó una temperatura de 2,8 °C con precipitaciones constantes.

## Accidente
La tripulación del vuelo 3379 se componía del capitán Michael Hillis, de 29 años, y el primer oficial Matthew Sailor, de 25 años.
A las 18:05, el Flagship 3379 despegó desde Greensboro con retraso debido al embarque de equipajes. El avión ascendió hasta una altitud de crucero de 9000 pies (2743,2 m) y contactó con el control de aproximación de Raleigh a las 18:14, recibiendo la orden de reducir la velocidad a 180 nudos (333,4 km/h) y descender a 6000 pies (1828,8 m). Se contactó con el control de aproximación final de Raleigh a las 18:25 y las instrucciones recibidas fueron de reducir la velocidad a 170 nudos (314,8 km/h) y descender a 3000 pies (914,4 m). A las 18:30 el vuelo fue autorizado a virar a la izquierda e interceptar el localizador a una altitud mínima de 2100 pies (640,1 m) para efectuar una aproximación ILS a la pista 5L.
Poco después de recibir la autorización para aterrizar, la luz de arranque del motor número 1 se iluminó en la cabina como resultado de una condición momentánea negativa de rotación de los álabes cuando la palanca de hélices fue avanzada hasta el 100% y la palanca de gases se encontraba al ralentí. El capitán Hillis sospechó un incendio en un motor y decidió efectuar una aproximación frustrada. La velocidad cayó hasta los 122 nudos (225,9 km/h) y sonaron dos advertencias de entrada en pérdida a los que el piloto respondió solicitando la máxima potencia. El avión se encontraba realizando un viraje a la izquierda a 1800 pies (548,6 m) y la velocidad continuó cayendo hasta los 103 nudos (190,8 km/h), seguido de avisos de pérdida. La tasa de descenso se incrementó entonces rápidamente hasta superar los 1000 pies por minuto. El avión entonces impactó con algunos árboles y se estrelló a unas 4 millas (6,4 km) al suroeste del umbral de la pista 5L a las 18:34.
El avión había sido fabricado en 1991 y tenía registradas 6577 horas de vuelo.

## Investigación
El 24 de octubre de 1995, la Junta Nacional de Seguridad en el Transporte (NTSB) publicó su informe del accidente. El accidente fue atribuido al capitán Hillis al asumir que un motor había fallado. Hillis también erró al seguir los procedimientos aprobados para una aproximación, frustrada y recuperación de pérdida con un único motor tras un fallo de motor. La directiva de Flagship Airlines fue acusada de fallar en la identificación, documentación, monitorización y corrección de deficiencias en la preparación y formación de sus pilotos.

## Dramatización
Este accidente fue presentado en el octavo episodio de la vigesimosegunda temporada de la serie Mayday: catástrofes aéreas, titulado en Hispanoamérica «Vuelo de prueba» y España «Terror en el turbohélice». Y luego el accidente fue presentado en la subserie Mayday: Informe Especial, titulado «Aproximaciones negligentes».